# Río de Hacienda
Río de Hacienda är en ort i Mexiko.   Den ligger i kommunen Acatepec och delstaten Guerrero, i den södra delen av landet, 250 km söder om huvudstaden Mexico City. Río de Hacienda ligger 1 273 meter över havet och antalet invånare är 280.
Terrängen runt Río de Hacienda är kuperad åt sydväst, men åt nordost är den bergig. Terrängen runt Río de Hacienda sluttar söderut. Runt Río de Hacienda är det ganska glesbefolkat, med 42 invånare per kvadratkilometer. Närmaste större samhälle är Caxitepec, 11,3 km nordost om Río de Hacienda. I omgivningarna runt Río de Hacienda växer huvudsakligen savannskog.